# Loxofidonia acidaliata
Loxofidonia acidaliata är en fjärilsart som beskrevs av Alpheus Spring Packard 1874. Loxofidonia acidaliata ingår i släktet Loxofidonia och familjen mätare. Inga underarter finns listade i Catalogue of Life.